# علي قادري
علي قادري، لاعب كرة قدم قطري يلعب في نادي الريان معار من النادي الأهلي.
لعب في النادي الأهلي ونادي الخور ونادي الريان.

## روابط خارجية
- علي قادري على موقع Soccerway.com (الإنجليزية)